# Carrington Love
Carrington Quilin Love (Milwaukee, 6 gennaio 1994) è un ex cestista statunitense.